# Der Neue Tag (Prag)
Der Neue Tag war eine Tageszeitung mit Redaktionssitz in Prag. Sie wurde 1939 gegründet und diente als Veröffentlichungsorgan des Reichsprotektors des Protektorats Böhmen und Mähren. Die Zeitung gehörte zum Europa-Verlag, einem von Rolf Rienhardt geleiteten Unternehmen innerhalb des Franz-Eher-Verlags von Max Amann, in dem die Auslands- und Besatzungszeitungen des Deutschen Reichs zusammengefasst wurden; nach außen hin fungierte die Böhmisch-Mährische Verlags- und Druckerei-GmbH als Verlag.
Verlagsleiter war Anton Langhans, Chefredakteur Walter Wannenmacher. Die zehnköpfige Redaktion wurde durch Mitarbeiter in Berlin und Wien sowie in Ankara, Preßburg, Budapest, Bukarest, Lissabon, Madrid, Sofia und Stockholm ergänzt (Stand 1944). Die Zeitung erschien an allen Wochentagen mit einer Auflage von etwa 40.000 Exemplaren mit einer Haupt- und Provinzausgabe, bis sie 1945 durch das Ende des Protektorats eingestellt wurde.